# Aldehuela (Torrecaballeros)
Aldehuela es una localidad perteneciente al municipio de Torrecaballeros, en la provincia de Segovia, comunidad autónoma de Castilla y León, España. En 2022 contaba con 216 habitantes.
Aldehuela fue un municipio independiente hasta 1857 cuando se integró dentro del municipio de Torrecaballeros debido a que los núcleos urbanos de ambos municipios se acabaron solapando con el crecimiento poblacional y urbanístico de la época. En el Diccionario geográfico-estadístico-histórico de España y sus posesiones de Ultramar se menciona como barrio de Torrecaballeros. Pertenece al Sexmo de San Lorenzo.

## Geografía

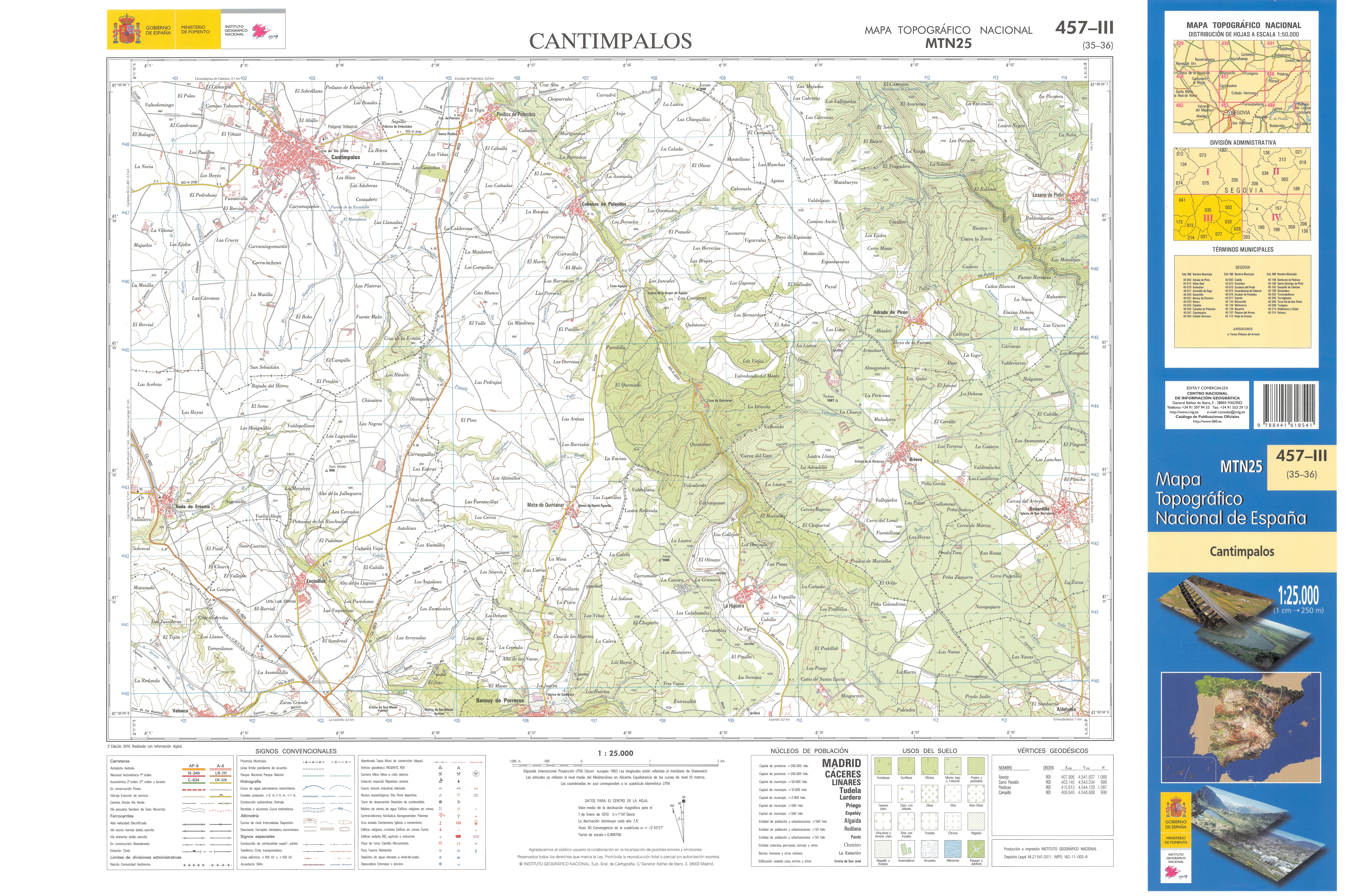
Fragmento de la hoja 457 del Mapa Topográfico Nacional de España de 2010 en el que se representa parte este de Aldehuela

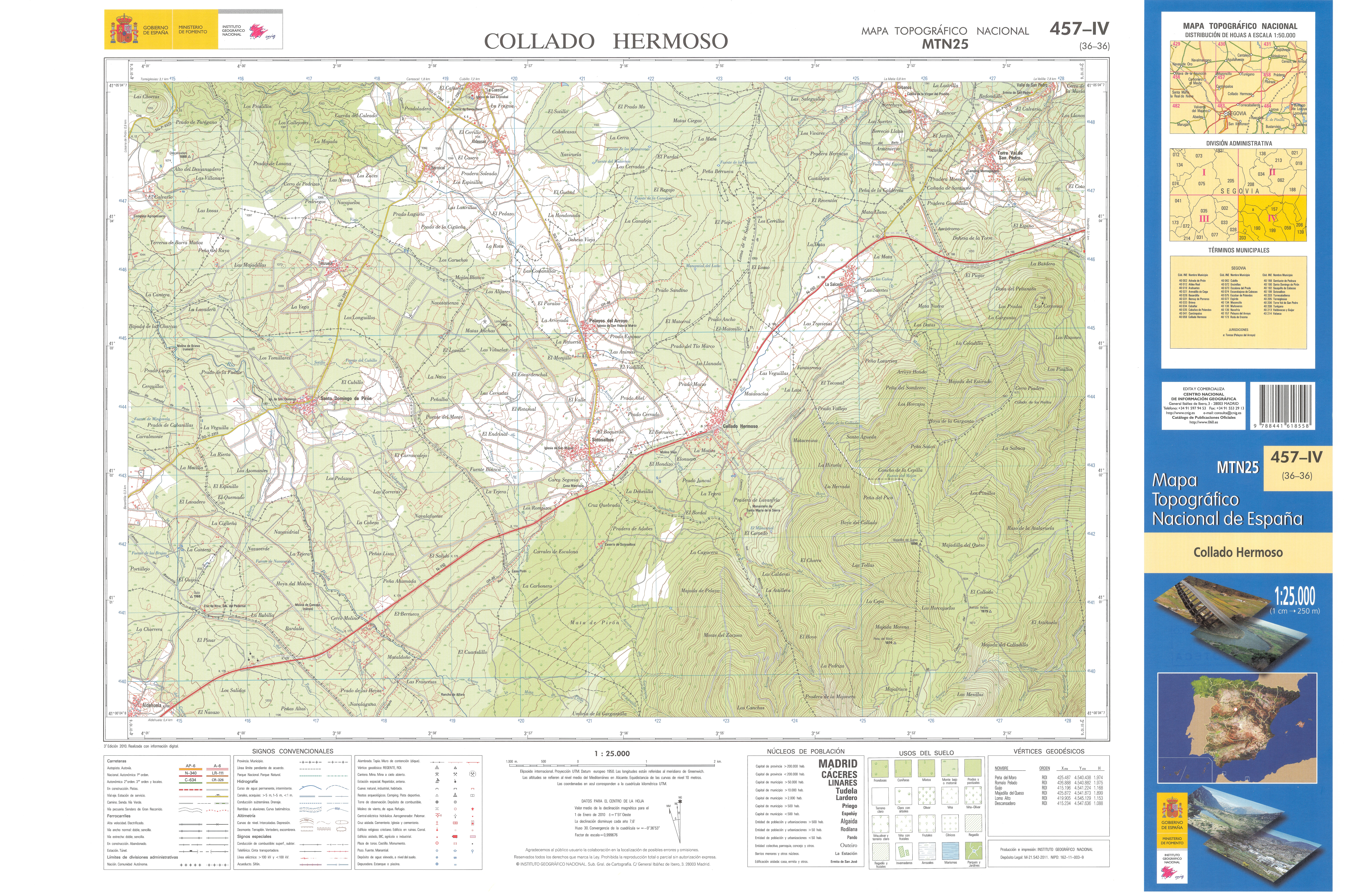
Fragmento de la hoja 457 del Mapa Topográfico Nacional de España de 2010 en el que se representa la parte oeste de Aldehuela

Ubicada su zona urbanizada dentro del Parque natural Sierra Norte de Guadarrama limita al sur con Torrecaballeros, al este con la provincia de Madrid, al norte con Basardilla y al oeste con Espirdo.
| Noroeste: Espirdo, Basardilla   | Norte: Basardilla    | Noreste: Basardilla         |
| Oeste: Torrecaballeros, Espirdo |                      | Este: Rascafría (Madrid)    |
| Suroeste: Torrecaballeros       | Sur: Torrecaballeros | Sureste: Rascafría (Madrid) |

Actualmente es junto a Cabanillas del Monte y el casco original de Torrecaballeros uno de los tres núcleos de población que conforman el municipio.

## Demografía
| Gráfica de evolución demográfica de Aldehuela entre 2000 y 2020                                                             |
| |
| Población residente (2000-2019) según los censos de población del INE. Población según el padrón municipal de 2020 del INE. |

## Transporte

#### Autobuses

Plano Metropolitano Segovia donde aparecen las líneas a su paso por la Aldehuela

Torrecaballeros forma parte de la red de transporte Metropolitano de Segovia que va recorriendo los distintos pueblos de la provincia.
| Línea | Trayecto |
| ----- | --- |
| M6    | Torrecaballeros - Segovia (por Montecorredores, San Cristóbal, Sonsoto, Trescasas, Cabanillas del Monte y Aldehuela)                          |
| M6*   | Torrecaballeros - Segovia (por Tabanera del Monte, Palazuelos de Eresma, San Cristóbal, Sonsoto, Trescasas, Cabanillas del Monte y Aldehuela) |

## Patrimonio

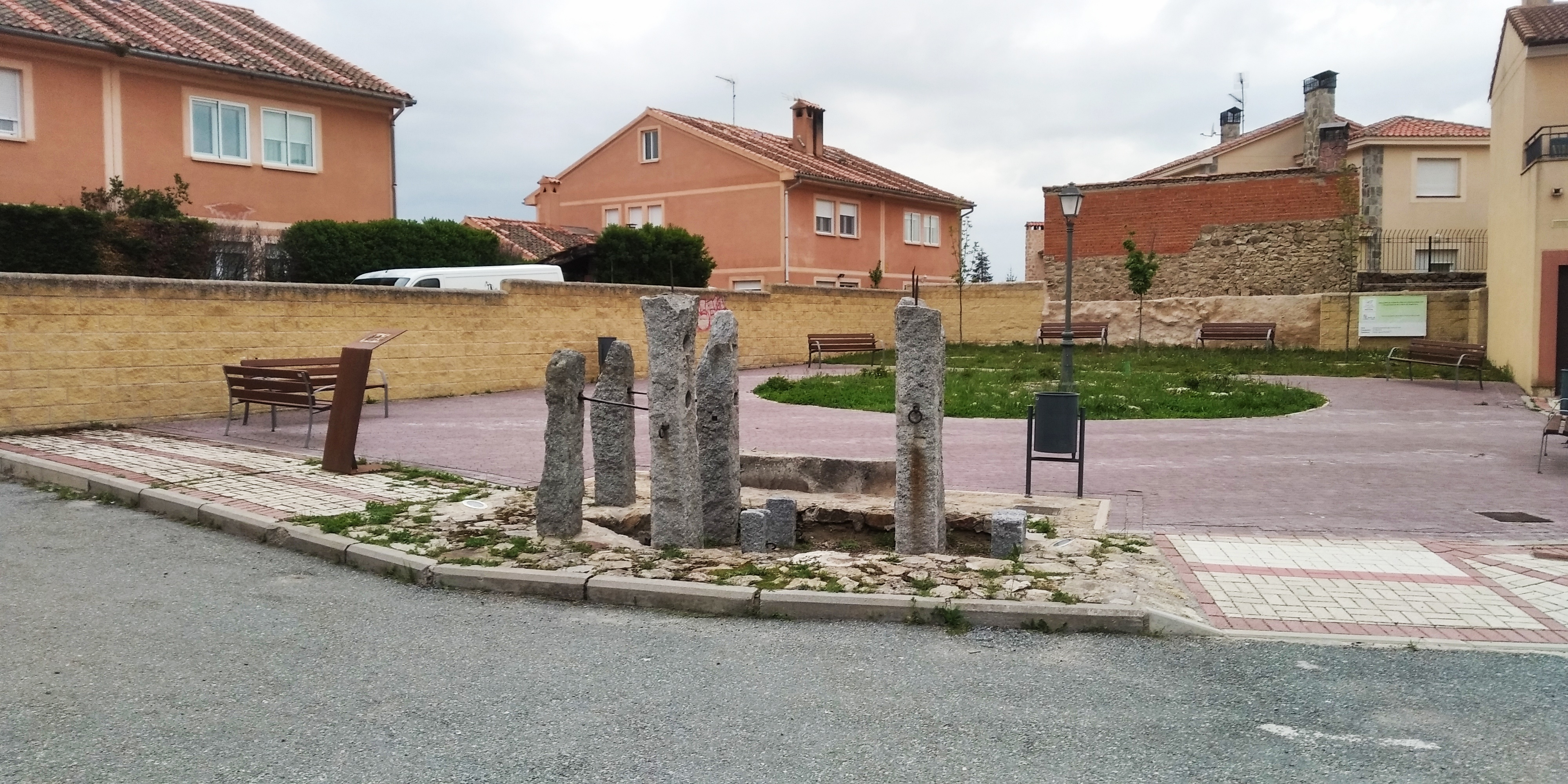
Potro de herrar

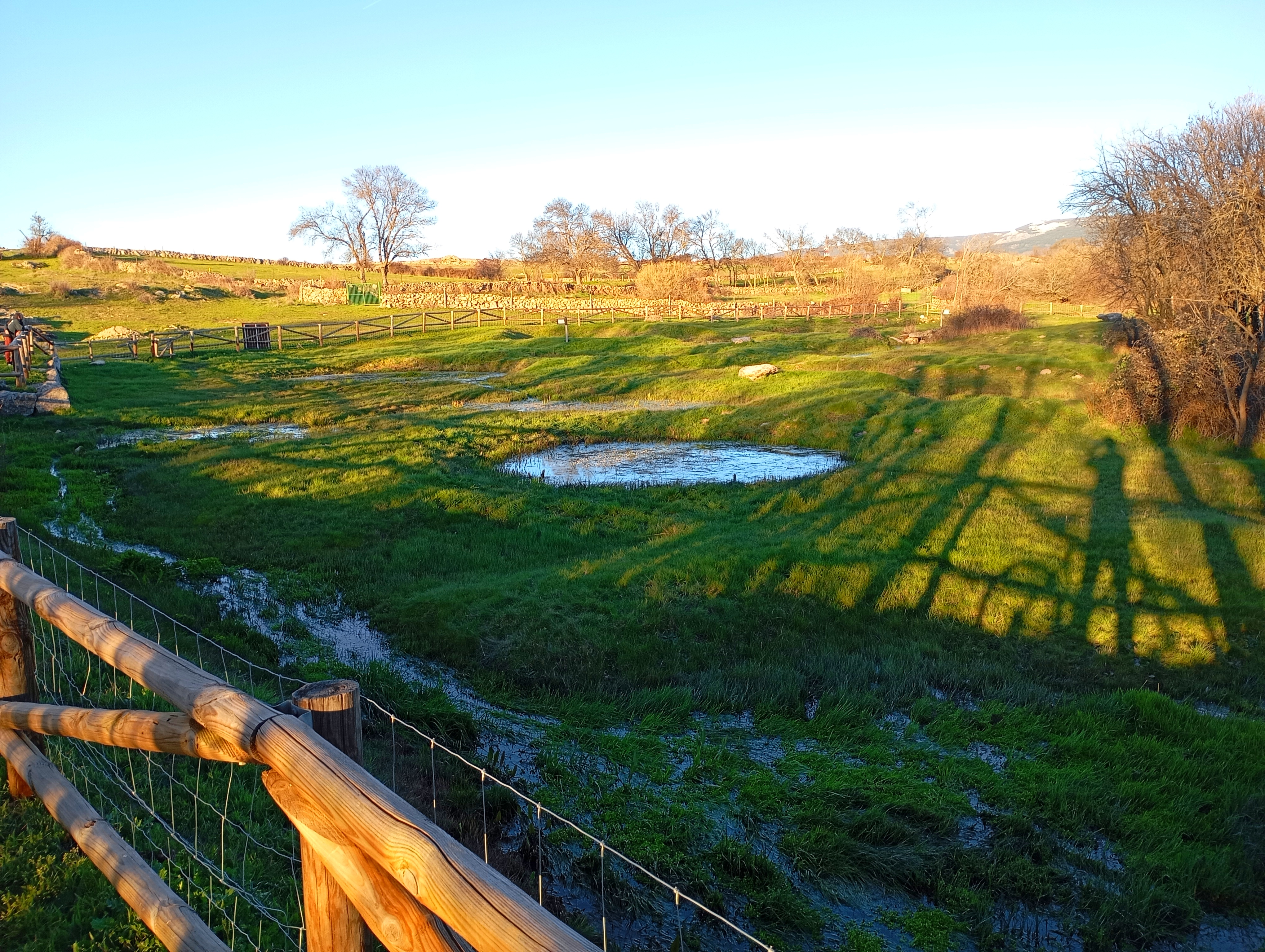
Pozas del lino

- Pozas de lino, rehabilitadas en 2021;[8]
- Potro de herrar situado junto al Corral de Concejo.[9]

## Cultura

### Leyenda del Tuerto de Pirón
El Tuerto de Pirón era un bandolero nacido en la localidad cercana de Santo Domingo de Pirón. Fernando Delgado Sanz, apodado el Tuerto de Pirón, robaba a los ricos, asaltaba iglesias y caminos, el entorno de Torrecaballeros y Aldehuela fue uno de los lugares donde tuvo más actividad, asaltando a sus vecinos y saqueando su iglesia.